# Natasha Leggero
Natasha Leggero (Rockford, 26 marzo 1974) è una comica, personaggio televisivo e attrice statunitense.

## Biografia
Nata a Rockford, nell'Illinois, da una famiglia di origini italiane e svedesi (in un'intervista, l'attrice ha inoltre dichiarato di aver scoperto, tramite un test del DNA, di avere ascendenze africane sub-sahariane, ammontante a circa il 6% del proprio corredo genetico), diventa famosa grazie a reality show americani nel 2007. In precedenza aveva intrapreso la carriera di attrice e ha riscosso maggior successo dopo la notorietà. Natasha è laureata e prima di intraprendere la carriera di personaggio televisivo e attrice ha lavorato per otto anni come commessa in un supermarket dell'Illinois. Nel 2013 sono usciti due film di cui lei è tra i protagonisti.

## Filmografia

### Attrice

#### Cinema
- La verità è che non gli piaci abbastanza (He's Just Not That Into You), regia di Ken Kwapis (2009)
- Dealin' with Idiots, regia di Jeff Garlin (2013)
- Cattivi vicini (Neighbors), regia di Nicholas Stoller (2014)
- Bastardi in divisa (Let's Be Cops), regia di Luke Greenfield (2014)
- The Do-Over, regia di Steven Brill (2016)

#### Televisione
- The 70's House – reality show (2005)
- Reno 911! – serie TV, 3 episodi (2005-2008)
- C'è sempre il sole a Philadelphia (It's Always Sunny in Philadelphia) – serie TV, episodio 2x01 (2006)
- Til Death - Per tutta la vita ('Til Death) – serie TV, episodi 2x01 e 4x12 (2007, 2010)
- Samantha chi? (Samantha Who?) – serie TV, episodio 1x13 (2008)
- La peggiore settimana della nostra vita (Worst Week) – serie TV, episodio 1x11 (2008)
- Nick Swardson's Pretend Time – sketch comedy, 5 episodi (2010-2011)
- Free Agents – serie TV, 8 episodi (2011)
- Are You There, Chelsea? – serie TV, 6 episodi (2012)
- NTSF:SD:SUV:: – serie TV, episodio 2x05 (2012)
- Whitney – serie TV, episodio 2x12 (2013)
- Community – serie TV, episodio 4x12 (2013)
- Arrested Development - Ti presento i miei (Arrested Development) – serie TV, episodio 4x02 (2013)
- Drunk History – serie TV, episodio 1x05 (2013)
- The League – serie TV, episodio 5x07 (2013)
- Suburgatory – serie TV, 4 episodi (2014)
- Inside Amy Schumer – sketch comedy (2014)
- Modern Family – serie TV, episodio 6x15 (2015)
- Drunk History – serie TV, episodio 3x08 (2015)
- Another Period – serie TV, 32 episodi (2015-2018)
- Superstore – serie TV, episodio 1x05 (2016)
- Dice – serie TV, 13 episodi (2016-2017)
- Teachers – serie TV, episodio 3x04 (2018)
- Un milione di piccole cose (A Million Little Things) – serie TV, episodio 1x10 (2018)
- Adam il rompiscatole (Adam Ruins Everything) – serie TV, episodio 3x09 (2019)
- AJ and the Queen – serie TV, episodio 1x6 (2020)
- Monster High (Monster High: The Movie), regia di Todd Holland – film TV (2022)

### Doppiatrice
- SuperNews! – serie animata, episodio 1x65 (2008)
- Aqua Teen Hunger Force – serie animata, episodio 6x08 (2009)
- Ugly Americans – serie animata, 31 episodi (2010-2012)
- The Life & Times of Tim – serie animata, episodi 3x05-3x08 (2012)
- China, IL – serie animata, episodio 1x08 (2012)
- Regular Show – serie animata, episodio 3x28 (2012)
- Lucas Bros. Moving Co. – serie animata, 3 episodi (2013-2014)
- Brickleberry – serie animata, 26 episodi (2013-2015)
- Clarence – serie animata, episodio 1x17 (2014)
- BoJack Horseman – serie animata, episodio 3x01 (2016)
- American Dad! – serie anjmata, episodi 11x07, 12x08, 18x07 (2016-2023)
- Justice League Action – serie animata, 3 episodi (2017)
- Peng e i due anatroccoli (Duck Duck Goose), regia di Chris Jenkins (2018)
- Marco e Star contro le forze del male (Star vs. the Forces of Evil) – serie animata (2019)
- Paradise Police – serie animata, episodio 2x07 (2020)
- The Midnight Gospel – serie animata, episodio 1x01 (2020)
- Hoops – serie animata, 10 episodi (2020)

## Doppiatrici italiane
Nelle versioni in italiano dei suoi film, Natasha Leggero è stata doppiata da:
- Francesca Fiorentini in La verità è che non gli piaci abbastanza
- Antonella Baldini in Bastardi in divisa, Modern Family
- Ilaria Latini in Are You There, Cheslea?, Dice
- Ilaria Giorgino in The Do-Over
- Marlene De Giovanni in Monster High
- Perla Liberatori in Superstore
- Lidia Perrone in AJ and the Queen

Da doppiatrice è stata sostituita da:
- Chiara Gioncardi in Brickleberey
- Jolanda Granato in Hoops